# ソユーズTMA-01M
ソユーズTMA-01Mは、第25次長期滞在クルー3名を国際宇宙ステーションへ運ぶために2010年10月7日に打ち上げられた。
ソユーズTMA-01Mは、ソユーズ宇宙船にとって107回目の打ち上げとなる。また、TMA-M型ソユーズ宇宙船の最初の打ち上げとなる。宇宙船は、第25次長期滞在クルーの緊急避難用宇宙船としても使われるために、宇宙ステーションにドッキングした状態に置かれた。

## 宇宙船
ソユーズTMA-01Mは、ソユーズTMA-M型の最初の宇宙船であり、RKKエネルギアによって、2002年から使用されてきたTMA型を基に開発された。陳腐化した39個の電子デバイスを新しい19個の電子デバイスに交換し宇宙船の全質量を70Kg軽量化させた。特に、30年以上ソユーズ宇宙船に使ってきた旧来の「アルゴン」アナログ制御システムは、新しいデジタル船内コンピュータ「TsVM-101」に取り替えられた 。電力消費は宇宙船全体を通じて低減された。機械船モジュールのフレームに使われる材質を、マグネシウム合金からアルミニウム合金に交換し、宇宙船の製造を容易にさせた。現在、ロシアで開発中のPPTS宇宙船に使用される可能性がある新しい装置を、この近代化されたソユーズ宇宙船を使ってテストすることができるとされる。ソユーズTMA-01Mのクルーであるスコット・ケリーは、操縦に宇宙飛行士が集中する事を容易にする、宇宙船の新しいディスプレイを賞賛した。開発試験のための飛行は、ソユーズTMA-01MとTMA-02Mの2回が計画されている。3番目のTMA-03Mは、認定試験である。これらの試験には、宇宙船の通常運用の検証に加えて、手動の高度コントロールや、手動によるスラスターを使っての軌道上での機動的な姿勢制御や、ISSの廻りを手動操縦モードで飛行するような、通常でない運用の検証も含まれている。

## 経過

### 打ち上げ
宇宙船は、2010年10月7日23:10:55 UTC （現地時間8日05:10:55）に、バイコヌール宇宙基地からソユーズFGロケットで打ち上げられた。打ち上げ9分後に、宇宙船は地球周回低軌道にのった。軌道は、近地点高度199.85km、遠地点高度258.77km、軌道傾斜角51.63度であった。軌道にのってまもなく、宇宙船は太陽電池パネルとアンテナを展開した。軌道修正を行って宇宙船はISSへの接近を開始した。

### ドッキング
ソユーズTMA-01M宇宙船は、ほぼスケジュール通りの1分前の2010年10月10日00:01UTCに、宇宙ステーションに連結した。354km上空を宇宙ステーションと一緒に飛行し、チリ沖の南太平洋上空でPoiskモジュールにドッキングした。直後、宇宙船とPoiskモジュールのラッチとフックががっちり架かり、気密性のチェックを行った。その後、03:09UTCにハッチが開かれた。

## 乗組員
- アレクサンドル・カレリ (5) -  ロシア RSA
- スコット・ケリー (3) -  アメリカ合衆国 NASA
- オレグ・スクリポチカ (1) -  ロシア RSA